# 8534 Knutsson
8534 Knutsson è un asteroide della fascia principale. Scoperto nel 1993, presenta un'orbita caratterizzata da un semiasse maggiore pari a 2,8819174 UA e da un'eccentricità di 0,0439661, inclinata di 2,97867° rispetto all'eclittica.